# Arácova
Arácova (em grego: Αράχωβα; romaniz.: Aráchova) é uma localidade situada na Grécia Central, na região da Beócia. Possui 139,45 km² e segundo censo de 2011 têm 2770 habitantes. Numa altitude de 968 metros, está ligada às povoações de Anfissa e Livádia mediante a auto-estrada GR-48, onde se pode tomar um desvio até Delfos, próximo da costa. Também existe a GR-29 que liga-a com as cidades próximas do golfo de Corinto e Distomo. A sudeste fica Anfissa, a sul Lâmia, a oeste Livádia, a 160 km a noroeste de Atenas e a 12 km de Delfos.
O nome de Arácova é uma helenização de um nome eslavo meridional que faz referência à flora da região, rica em nozes. Devido a sua localização próximo do Oráculo de Delfos é uma estância turística e ali há um estação de esqui.